# Antoine-Pierre Barnave
 Antoine-Pierre Barnave (Grenoble 22 d'octubre de 1761 – París 29 de novembre de 1793) fou un polític francès, un dels líders de la Revolució Francesa. Advocat i publicista de professió, va participar en les primeres manifestacions revolucionàries del Delfinat i va ser diputat i president dels Estats Generals (1788), del qual, juntament amb Honoré Gabriel Riqueti, era un dels seus millors oradors.
Després de la fugida frustrada de Lluís XVI, matingué correspondència amb Maria Antonieta aconsellant l'establiment d'una monarquia constitucional moderada. Quan es van descobrir aquests contactes, va ser condemnat a mort i guillotinat. Escriví Introduction à la Révolution française (1843).